# Coryphopterus
 Coryphopterus és un gènere de peixos de la família dels gòbids i de l'ordre dels perciformes que es troba a l'Atlàntic occidental, l'Índic occidental i el Pacífic.

## Taxonomia
- Coryphopterus alloides (Böhlke & Robins, 1960)
- Coryphopterus bol (Victor, 2008)[2]
- Coryphopterus dicrus (Böhlke & Robins, 1960)[3]
- Coryphopterus eidolon (Böhlke & Robins, 1960)[3]
- Coryphopterus glaucofraenum (Gill, 1863)[4]
- Coryphopterus gracilis (Randall, 2001)[5]
- Coryphopterus humeralis (Randall, 2001)[5]
- Coryphopterus hyalinus (Böhlke & Robins, 1962)
- Coryphopterus kuna (Victor, 2007)[6]
- Coryphopterus lipernes (Böhlke & Robins, 1962)
- Coryphopterus personatus (Jordan & Thompson, 1905)[7]
- Coryphopterus punctipectophorus (Springer, 1960)
- Coryphopterus thrix (Böhlke & Robins, 1960)
- Coryphopterus urospilus (Ginsburg, 1938)
- Coryphopterus venezuelae (Cervigón, 1966)[8][9][10][11][12][13]